# Заярний Володимир Анатолійович
Володимир Анатолійович Заярний (нар. 25 листопада 1970, Одеса, УРСР) — радянський та український футболіст, півзахисник. Виступав у вищих дивізіонах СРСР, України, Ізраїлю, Росії та Латвії.

## Життєпис
Володимир Заярний розпочав займатися футболом у 1980 році в одеській ДЮСШ-6 (перший тренер Т. Г. Елісашвілі), пізніше перейшов в СДЮСШОР «Чорноморець». За основний склад «Чорноморця» він зіграв 1 кубковий матч в 1987 році і один матч у Вищій лізі СРСР в 1988 році.
З 1989 року протягом трьох років Володимир Заярний виступав за армійську команду СКА (Одеса). У 1992 році, після утворення незалежного чемпіонату України, Заярний перейшов в тернопільську «Ниву», але через півроку повернувся в СКА (перейменований на той час у «СК Одеса»). По ходу сезону 1993/94 років він перейшов до запорізького «Металурга», а восени 1994 року грав за вінницьку «Ниву».
На початку 1995 року Заярний покинув український чемпіонат, і перебрався в клуб вищого дивізіону Ізраїлю «Хапоель» з Бейт-Шеана. За цей клуб він зіграв всього 2 матчі, а наступний сезон провів в клубі першого дивізіону «Маккабі» з Акко.
Влітку 1996 року Володимир Заярний підписав контракт з «КАМАЗом» з Набережних Човнів. Перший матч у Вищій лізі Росії він зіграв 3 липня 1996 року проти «Уралмашу» (2:1). Всього на рахунку Заярного 51 матч і 10 голів за «КАМАЗ» у Вищій лізі, а в 1998 році він продовжував грати за човенський клуб в першому дивізіоні Росії.
Восени 1998 і навесні 1999 року Заярний виступав за саратовський «Сокіл» (Саратов) в першому дивізіоні, а влітку 1999 року повернувся в Прем'єр-лігу, перейшовши в новоросійський «Чорноморець». У Новоросійську відносно вдалим для Заярного був тільки перший сезон, коли він зіграв 12 матчів і забив 3 м'ячі, а потім він втратив місце в основі, отримав травму, відновлював форму, граючи за аматорський клуб «Сигнал» (Одеса) та в цілому за півтора наступні сезони зіграв лише 6 матчів.
Восени 2001 року Заярний грав за тульський «Арсенал», а наступний сезон провів в лієпайському «Металургсі» і став бронзовим призером чемпіонату Латвії.
З 2003 року Володимир Заярний грав за «Реал» з Одеси, з якому піднявся з аматорського чемпіонату в другу лігу. У 2005 році він закінчив кар'єру гравця і деякий час тренував «Реал».
У сезоні 2012/13 років Заярний виступав в міському чемпіонаті Одеси з міні-футболу.